# Baśniowy świat 3
Baśniowy świat 3 (Donald w Krainie Matemagii; Ben i Ja) (ang. Walt Disney’s Fables vol. 3: Donald In Mathmagicland; Ben And Me]) – amerykański film animowany, familijny, opowiadający trzy różne historie czołowych bohaterów animacji Disneya. Poprzednikami są Baśniowy świat 1 i Baśniowy świat 2, a kontynuacjami są Baśniowy świat 4, Baśniowy świat 5 i Baśniowy świat 6.

## Wersja polska
Opracowanie wersji polskiej: Start International Polska, Studio Sonica 

Reżyseria: Marek Robaczewski, Jerzy Dominik

Dialogi polskie: Joanna Serafińska, Barbara Robaczewska

Wystąpili:
- Jarosław Boberek – Kaczor Donald
- Adam Bauman – pan Duch
- Jan Kulczycki – Benjamin Franklin
- Marek Robaczewski – Thomas Jefferson
- Łukasz Lewandowski – Amos
- Janusz Wituch –
  - Palmer,
  - Król
- Izabela Dąbrowska – Królowa
- Paweł Szczesny – Gubernator
- Marek Obertyn – Robot

oraz
- Iwona Rulewicz
- Katarzyna Tatarak
- Jarosław Domin
- Jacek Jarosz
- Piotr Makowski
- Tomasz Robaczewski